# C.P. Mullen House

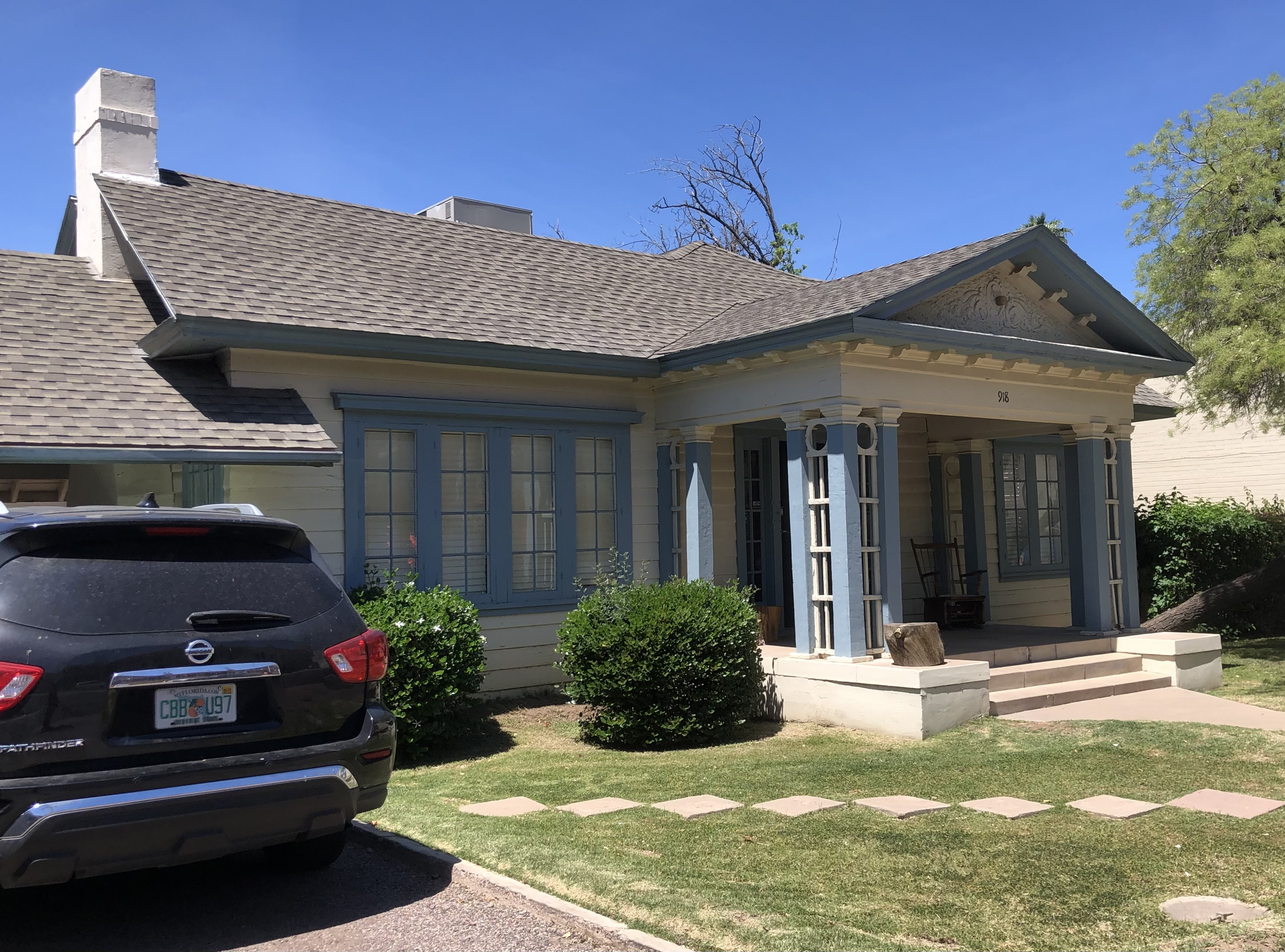
C.P. Mullen House, 2023

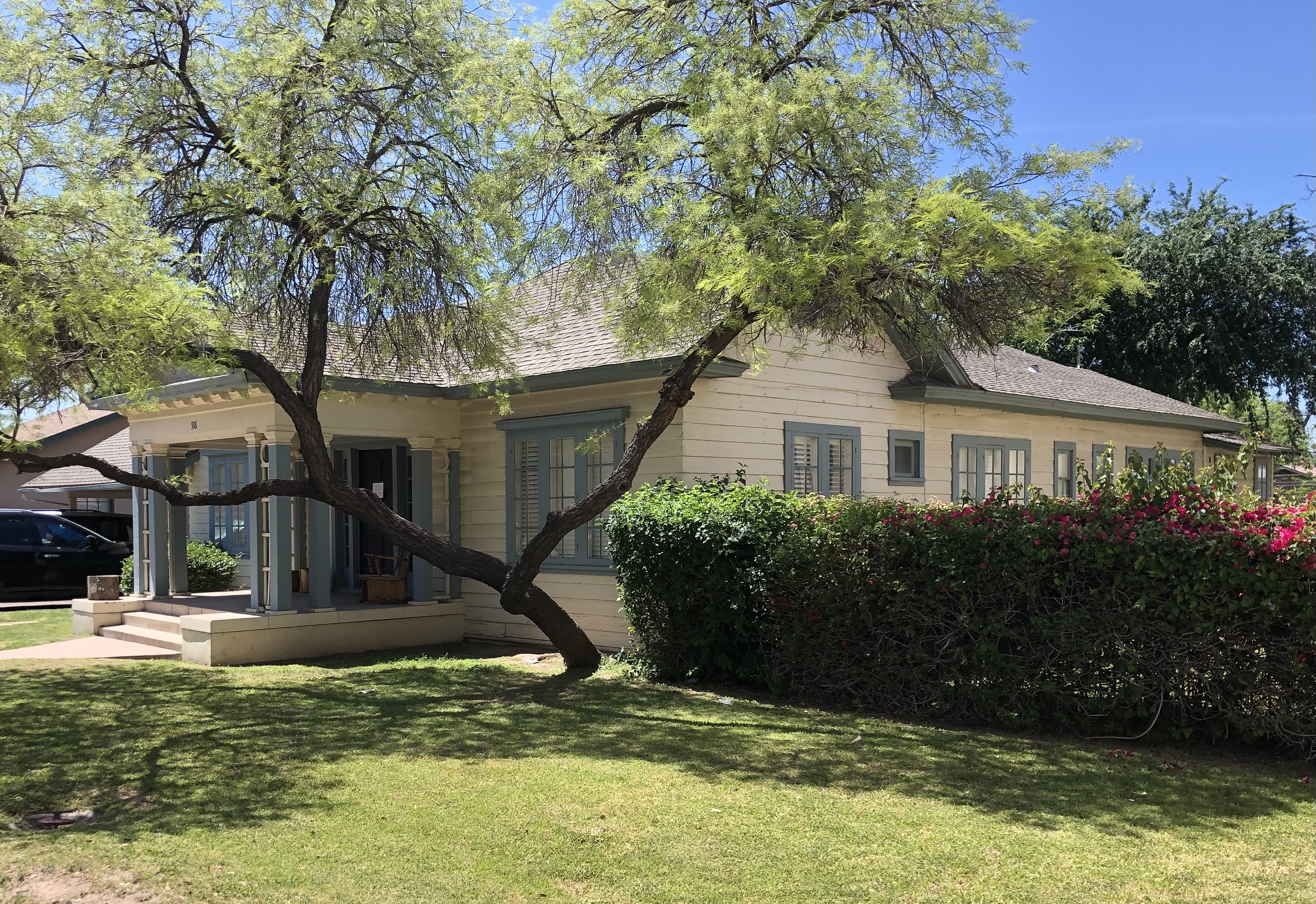
Blick von Nordosten

Das C.P. Mullen House ist ein denkmalgeschütztes Wohnhaus in der Stadt Tempe in Arizona.

## Lage
Das Haus befindet sich in der Innenstadt von Tempe auf der Westseite der S Mill Avenue, an der Adresse 918 S Mill Avenue.

## Geschichte und Architektur
Das Haus wurde im Oktober 1924 als Fertigteilhaus durch die Pacific Ready Cut Company für C.P. Mullen errichtet. Es ist eines der frühsten Fertigteilhäuser in Tempe. C.P. Mullen war zuvor von 1905 bis 1921 Viehzüchter im Distrikt Kyrene. Die Familie Mullen wohnte bis Mitte der 1930er Jahre im Haus. Es folgte der Pädagoge und Politiker Donald R. Van Petten. Nach seinem Tod lebte seine Witwe hier.
Das eingeschossige Gebäude ist auf rechteckigem Grundriss im Stil der Colonial-Revival-Architektur errichtet. Es war das erste Gebäude dieses Stils in Tempe und gilt als eines der qualitätsvollsten. Die Fassade ist symmetrisch gestaltet, der Eingang wird von einem mit einem üppig verzierten Giebel bekrönten Portikus gebildet. Getragen wird der Portikus von zwei Drillingssäulen mit quadratischer Grundfläche. Bedeckt ist der Bau mit einem schindelgedeckten Dach.